# 기타고촌 (도치기현)
기타고촌(北郷村)은 도치기현의 남서부, 아시카가군에 속했던 촌이다. 현재의 아시카가시에 해당한다.

## 역사
- 1889년 4월 1일 - 정촌제 시행에 의해 주변의 8개촌이 합병해 기타고촌이 성립하였다.
- 1922년 4월 1일 - 기타고촌에서 나구사촌이 분립되었다.
- 1954년 11월 1일 - 나구사촌과 함께 아사카가시에 편입해 소멸하였다.

## 참고문헌
- 『栃木県町村合併誌 第三巻上』 栃木県、1956年3月。